# Domesmont
Domesmont – miejscowość i gmina we Francji, w regionie Hauts-de-France, w departamencie Somma.
Według danych na rok 1990 gminę zamieszkiwały 52 osoby, a gęstość zaludnienia wynosiła 27 osób/km² (wśród 2293 gmin Pikardii Domesmont plasuje się na 945. miejscu pod względem liczby ludności, natomiast pod względem powierzchni na miejscu 1125.).